# 切雷夫基 (米爾霍羅德區)
50°7′48″N 33°43′10″E / 50.13000°N 33.71944°E
切雷夫基（羅馬化：Cherevky）是烏克蘭的村落，位於該國中部波爾塔瓦州，由米爾霍羅德區科梅什尼亚市镇負責管轄，處於普肖爾河左岸，距離祖伊夫齊2公里，海拔高度100米，2001年人口662。